# Нелсонвил (Њујорк)
Нелсонвил (енгл. Nelsonville) град је у америчкој савезној држави Њујорк.

## Демографија
По попису из 2010. године број становника је 628, што је 63 (11,2%) становника више него 2000. године.
| Група             | 2000.       | 2010.       |
| Белци             | 527 (93,3%) | 561 (89,3%) |
| Афроамериканци    | 10 (1,8%)   | 3 (0,5%)    |
| Азијати           | 2 (0,4%)    | 7 (1,1%)    |
| Хиспаноамериканци | 21 (3,7%)   | 49 (7,8%)   |
| Укупно            | 565         | 628         |